# I Spit on Your Grave: Deja Vu
Série I Spit on Your Grave
I Spit on Your Grave
(1978)
Pour plus de détails, voir Fiche technique et Distribution.
I Spit on Your Grave: Deja Vu est un film américain, sorti en 2019. Il s'agit de la suite de I Spit on Your Grave, du même réalisateur, sorti en 1978.

## Synopsis
Jennifer Hills a gagné son procès et a été innocenté par un Jury mais les familles de ses agresseurs voulant se venger, elle est kidnappée avec sa fille unique.

## Fiche technique
- Titre : I Spit on Your Grave: Deja Vu
- Réalisation : Meir Zarchi
- Scénario : Meir Zarchi
- Photographie : Pedja Radenkovic
- Pays d'origine : États-Unis
- Format : Couleurs - 2,35:1 - DTS
- Genre : horreur
- Durée : 148 minutes
- Date de sortie : 2019

## Distribution
- Camille Keaton : Jennifer Hills
- Jamie Bernadette : Christy Hills
- Maria Olsen : Becky
- Jim Tavaré : Herman